# Раджабов, Назир Раджабович
Назир Раджабович Раджабов (узб. Nazir Rajabovich Rajabov; 9 мая 1939, Бухарская область, Узбекская ССР, СССР — 11 октября 2023) — советский узбекский государственный и партийный деятель. 

## Биография
Родился в Бухарской области.
Окончил Среднеазиатский политехнический институт по специальности «инженер-механик».
- в 1961—1964 годах — инженер-конструктор ГКБ
- в 1964—1967 годах — от главного специалиста до директора Куюмазарского карьера
- в 1970—1975 годах — управляющий трестом № 163 МС Узбекской ССР
- в 1975—1977 годах — секретарь Бухарского обкома КП Узбекистана
- в 1977—1978 годах — заведующий отделом строительства и городского хозяйства аппарата ЦК КП Узбекистана
- в 1978—1983 годах — министр сельского строительства Узбекской ССР
- в 1983—1984 годах — министр строительства Узбекской ССР
- в 1984—1987 годах — первый секретарь Наманганского обкома КП Узбекистана
- в 1987—1988 годах — первый секретарь Самаркандского обкома КП Узбекистана

19 октября 1988 года освобождён «как скомпрометировавший себя» от должности бюро ЦК Компартии Узбекистана, тут же арестован сотрудниками прокуратуры СССР и содержался под стражей в течение 9 месяцев. В ходе тщательного расследования, предъявленные ему обвинения подтверждения не нашли. Уголовное дело в отношении Раджабова Н. Р. производством прекращено за отсутствием события преступления. Коллегия Прокуратуры СССР согласилась с принятыми решением по этому делу. Раджабову Н. Р. принесены извинения за необоснованное привлечение его к уголовной ответственности, серьезные нарушения законности, допущенные следственной группой, возглавлявшейся Гдляном и Ивановым. По фактам нарушений законности было проведено расследование.
Делегат XIX Всесоюзной партконференции. Депутат Совета Союза Верховного Совета СССР 11 созыва (1984—1989) от Наманганской области. Депутат Верховного Совета Узбекской ССР.
Ушёл из жизни 11 октября 2023 года.

## Награды
- Государственная премия СССР
- Государственная премия Узбекской ССР
- Кавалер ордена Ленина
- Кавалер ордена Октябрьской революции